# Mahamat Nour Abdelkerim
Mahamat Nour Abdelkerim (nascido no final dos década de 1960 em Guéréda) é um político e chefe de um grupo armado chadiano.

## Biografia
Nascido no leste do Chade, de etnia Tama, Mahamat Nour Abdelkerim é sobrinho de Mahamat Garfa e primo de Mahamat Abbo Sileck.
Terminado o liceu em Bongor, onde vive com Mahamat Garfa, juntou-se à rebelião de Idriss Déby em 1990, recomendado por uma carta forjada do Sultão de Tamas, contra o regime de Hissène Habré.
Após a queda deste último, foi nomeado prefeito de Biltine. Em seguida, ocupou vários cargos no Ministério da Defesa.
Em 1994, acompanhou Mahamat Garfa, então ministro, na sua ruptura com o regime e na criação de uma rebelião no leste do país.
No final de 2002 e início de 2003, Mahamat Garfa aderiu ao regime. Mahamat Nour e Mahamat Abbo Sileck decidem continuar a combater, mas colocam o movimento em dormência. Até 2005, oficialmente, converteu-se ao petróleo e montou um negócio em Cartum. No entanto, estabeleceu muitos contatos dentro do regime sudanês e é suspeito de auxiliar o exército sudanês e o janjawid contra os rebeldes em Darfur, suspeita reforçada por seu relacionamento com Musa Hilal, um dos líderes da mais temida milícia.

### Guerra Civil Chadiana (2005-2010)
Em 2005, possivelmente a pedido do Sudão, Mahamat Nour Abdelkerim voltou a se engajar na rebelião no Chade. Seu movimento, ao qual inicialmente não nomeia, foi batizado em 31 de outubro de 2005 de Agrupamento para a Democracia e a Liberdade (RDL), provavelmente para competir com a nova rebelião que os irmãos Erdimi acabavam de criar a partir da Plataforma para a Mudança, Unidade e Democracia (SCUD). Com efeito, no final de 2005, as deserções massivas do exército chadiano levaram à criação de vários movimentos rebeldes no leste do Chade, em território sudanês. Incentivado e apoiado pelo Sudão, o movimento torna-se a base da Frente Unida para a Mudança Democrática (FUC ou FUCD) abrindo-se à Concórdia Nacional do Chade (CNT), mas também a dois movimentos fundados por ex-parentes do Presidente Déby, o RPJ e o SCUD. A FUC multiplica os ataques contra o exército chadiano. 
No auge, em abril de 2006, a FUC tinha entre 6.000 e 7.000 homens.
No entanto, as profundas divergências entre os diferentes componentes da FUC fizeram com que, quando esta última (a primeira coligação apoiada pelo Sudão) lançou o primeiro grande ataque a partir do território sudanês em abril de 2006, apenas a RDL e a CNT participassem. No entanto, a FUC realizou um dos dois ataques bem-sucedidos na capital chadiana (junto com o de 2008) durante a guerra civil do Chade antes de ser repelido.
Após esse fracasso, a FUC se desfez e Nour caiu em desgraça perante as autoridades sudanesas. Seus homens se juntam em massa a outros movimentos, principalmente a União das Forças para a Democracia e o Desenvolvimento (UFDD) de Mahamat Nouri, que goza de autoridade e notoriedade e que agora torna-se o peão do Sudão.
Finalmente, Nour e seu movimento assinaram um acordo de paz com o presidente Déby no final de dezembro de 2006 durante uma conferência de paz na Líbia. No início de março de 2007, Nour foi nomeado ministro da Defesa do governo chadiano. Os ex-rebeldes da FUC são agora responsáveis pela defesa do leste do país, em colaboração com o Exército Nacional Chadiano (ANT) e os rebeldes do Movimento pela Justiça e Igualdade (MJE) de Darfur, dos ataques dos rebeldes chadianos.
O presidente do Chade, Idriss Deby Itno, o demitiu em 3 de dezembro de 2007, um dia após o início de novos combates entre seus homens e o exército no leste do país. Ele encontra refúgio na Embaixada da Líbia no Chade.
Após um longo exílio em Dubai, regressou ao país em 6 de fevereiro de 2014 após negociar com Idriss Déby. Este último o nomeou conselheiro da presidência em 2019 e o reabilitou no exército em agosto de 2020.

## Família
Ele tem um meio-irmão, Abderahmane Khalifa Abdelkerim, que foi preso juntamente com Mahamat Nouri e Abakar Tollimi, em 17 de junho de 2019 por crimes contra a humanidade, crimes de guerra, exações, violações de direitos humanos, entre 2005 e 2010, no Chade e Darfur, antes de ser rapidamente liberado.